# Calyptrogenia
Calyptrogenia es un género con unos siete especies de plantas con flores perteneciente a la familia Myrtaceae. Es originario de la Hispaniola y Jamaica.

## Especies
- Calyptrogenia apoda McVaugh
- Calyptrogenia biflora Alain
- Calyptrogenia bracteosa (Urb.) Burret
- Calyptrogenia cuspidata Alain
- Calyptrogenia ekmanii (Urb.) Burret
- Calyptrogenia grandiflora Burret
- Calyptrogenia jeremiensis (Urb. & Ekman) Burret